# Лёд 2
«Лёд 2» — российская музыкальная спортивная романтическая комедийная драма режиссёра Жоры Крыжовникова. В главных ролях: Александр Петров и Виталия Корниенко. К кинозвёздам из первого фильма в главных ролях присоединились Надежда Михалкова и Юлия Хлынина.
В российский прокат «Лёд 2» вышел в День святого Валентина, 14 февраля 2020 года. Премьера на ТВ состоялась 8 марта 2021 года на телеканале «Россия-1»
Фильм является продолжением фильма «Лёд» (2018) и, как и его предшественник, стал блокбастером. В день премьеры он собрал 193,7 миллиона рублей, что сделало его самым кассовым российским фильмом в день премьеры. В общей сложности фильм собрал более 1,5 миллиарда рублей.
В 2024 году вышло продолжение, «Лёд 3», ставший завершением трилогии.

## Сюжет
Фильм начинается с хоккейного матча. Надя Лапшина, главная героиня, едет в ЗАГС, чтобы выйти замуж за Сашу Горина — хоккеиста. После успешного матча он доезжает в ЗАГС и расписывается с Надей. Проходит время. Надя беременна; они с мужем ожидают девочку. Саша уезжает на очередной матч, и сразу после этого у Нади начинаются роды. Скорая помощь увозит её в роддом. Хоккейный матч команда «Байкпромаш» выигрывает, команда поздравляет Горина. Он звонит жене, но трубку берёт врач. Саша получает печальную и горькую новость: Надя умерла во время родов из-за осложнения, связанного с её давней травмой, однако ребёнка удалось спасти. После потери жены Саша пытается в одиночку воспитывать свою дочь, названную в честь матери, но попытки терпят неудачу. На помощь приходят многие знакомые, а он слишком остро реагирует на помощь. Горин до безумия и отчаяния любит дочь, всячески о ней заботится и боится за девочку. Он всеми силами пытается оградить её от любой опасности, не желая потерять — как когда-то потерял её мать.
Проходит 8 лет. В жизнь Саши вмешивается Ирина Шаталина — детский тренер — и через суд получает возможность опекать Надю, а Горину запрещают видеться с дочерью. Саша в отчаянии, а его нервозность, резкий и сложный характер лишь усугубляют и усложняют ситуацию. Он возвращается на лёд, пытается помириться с Шаталиной, но терпит фиаско. Горин чуть не сбегает с дочерью за рубеж, но в последний момент его план проваливается — Рита, директор ХК «Байкпроммаш» сдаёт его Шаталиной. Шаталина вновь обращается к суду. На нём Горин отказывается от родительских прав, это слышит Надя. В итоге Шаталина добивается, чего хотела: опеку отдают ей. Далее на суде она по каким-то причинам отступает, раскаивается, говорит, что не ожидала такого исхода, жалеет о своих поступках и извиняется перед Гориным. Вместе они находят Надю на льду Байкала, между ней и Гориным завязывается откровенный разговор. В конце фильма на льду Надя исполняет прекрасный номер, но во время исполнения она падает на лёд. Она видит призрак своей матери — Нади Лапшиной. Надя просит свою дочь попробовать ещё раз, и Гориной удаётся подняться и завершить свой номер. В финальной сцене Надя, Саша, Шаталина и Анна из органов опеки вместе развлекаются на хоккейной площадке.

## В ролях
| Актёр               | Роль                                                         |
| ------------------- | ------------------------------------------------------------ |
| Александр Петров    | хоккеист Александр Аркадьевич Горин                          |
| Виталия Корниенко   | Надежда Александровна Горина дочь Нади и Саши                |
| Мария Аронова       | тренер Ирина Сергеевна Шаталина                              |
| Юлия Хлынина        | Маргарита спортивный директор хоккейного клуба «Байкпроммаш» |
| Аглая Тарасова      | фигуристка Надежда Михайловна Лапшина                        |
| Надежда Михалкова   | Анна работница отдела опеки и попечительства                 |
| Сергей Лавыгин      | Вячеслав Иванович тренер хоккейной команды                   |
| Максим Лагашкин     | начальник Нади                                               |
| Евгения Евстигнеева | учительница Нади Гориной                                     |
| Вера Тарасова       | чирлидерша                                                   |
| Павел Устинов       | сотрудник проката коньков                                    |
| Сергей Кузнецов     | охранник                                                     |
| Александр Злов      | невидимый тренер-мотиватор                                   |
| Ольга Тумайкина     | регистратор в ЗАГСе                                          |

## Съёмки
Жора Крыжовников занял режиссёрское кресло фильма «Лёд 2» — продолжения спортивной ленты 2018 года. Сценарий к ленте вновь написал Андрей Золотарёв, который работал над первым фильмом, написал сценарий сиквела. Съёмки начались 23 марта 2019 года на озере Байкал.

## Прокат и сборы
Премьера «Лёд 2» состоялась в Нижнем Новгороде в кинотеатре ТРК «Небо».
В первый день проката фильм собрал 189,348 миллиона рублей. Это самый успешный старт отечественного фильма в прокате. По итогам первого уик-энда картина собрала 577,3 млн рублей и таким образом возглавила российский прокат. На второй уик-энд фильм снова стал лидером: по состоянию на 24 февраля 2020 года, фильм собрал более 1 млрд рублей, став четырнадцатой российской кинокартиной, преодолевшей этот рубеж кассовых сборов. По состоянию на 12 марта 2020 года, сиквел собрал 1,511 миллиарда рублей, тем самым ему удалось перекрыть успех первой части.

## Восприятие
Фильм «Лёд 2» получил в целом положительные отзывы от критиков и зрителей. Некоторые оценили его как развлекательный и эмоциональный фильм о фигурном катании, который подходит для любителей данного спорта. Они отметили красивые костюмы, хореографию и операторскую работу. Однако некоторые критики и зрители отметили предсказуемый сюжет и отсутствие глубины персонажей.